# Música del antiguo Levante mediterráneo
El antiguo Levante mediterráneo se hallaba en un animado intercambio musical con sus países vecinos, sobre todo Mesopotamia y Egipto. Dentro de la región conocida como Canaán predominaban dos tribus: los fenicios y los hebreos.
A los fenicios se les considera inventores de algunos instrumentos como el doble aulos (doble chirimía) y el salterio. Seguramente eran típicas determinadas combinaciones instrumentales como la doble flauta, la lira y el tambor de marco, es decir, un instrumento de viento, uno de cuerda y uno de percusión. De los hebreos no tenemos muchos hallazgos ni representaciones de instrumentos, pero sí datos del Antiguo Testamento y de su interpretación. 
Juval o Jubal es el primer instrumentista bíblico, y por ello todavía los autores medievales se refieren a él como el inventor de la música. Del estudio de estas fuentes emanan los siguientes instrumentos:

## Instrumentos

### Instrumentos de viento
- Ugab, una larga flauta vertical, de sonido oscuro, quizá haya sido un instrumento de la familia del clarinete o del oboe. Pertenece a la música popular y pastoril, pero no a los servicios del templo.[1]
- Jazozra, una trompeta de plata que se usaba en el templo.[1]
- Shofar, un cuerno de carnero sin boquilla, para determinadas señales en el servicio sacro. Se han conservado un gran número de estos instrumentos así como sus reproducciones.[1]
- También encontramos la doble chirimía en carácter de flauta fenicia (importada de Egipto).

### Instrumentos de cuerda
- el nevel o nabla, que es un arpa de ángulo.
- el instrumento del Rey David, traducido por arpa. Sin embargo se trata de una lira hebrea portátil de 5 cuerdas, utilizada en el templo en la época de los reyes.
- El asor es un instrumento de cuerda, semejante a la cítara, asimismo de origen fenicio (tal vez pueda hablarse de alguna variante de salterio).

### Instrumentos de percusión
Entre la abundante percusión se hallan: 
- El tof, un antiguo tambor hebreo de marco según el modelo mesopotámico, que tocaban especialmente las mujeres.[1]
- El pa’amon coyampa, una campanilla de los príncipes tribales.[1]